# Oligosarcus
Oligosarcus es un género de peces conocidos comúnmente con el nombre de dientudos, de la familia Characidae y de la orden de los Characiformes. La ubicación filogenética del género dentro de la familia ha sufrido grandes modificaciones en la historia reciente de la filogenia de los Characiformes.
Oligosarcus se distribuye en la actualidad en los ríos costeros del sudeste de Brasil, el sistema lagunar costero de Río Grande do Sul, Uruguay, la Cuenca del Plata, y los cursos de vertiente atlántica en la provincia de Buenos Aires, hasta Bahía Blanca. Habita tanto ambientes lóticos como leníticos. Son especies carnívoras, consumidoras de insectos y crustáceos y, en menor medida, de otros peces.
El único registro fósil conocido se remonta al Pleistoceno Medio.

## Especies
Actualmente hay 19 especies reconocidas en este género:

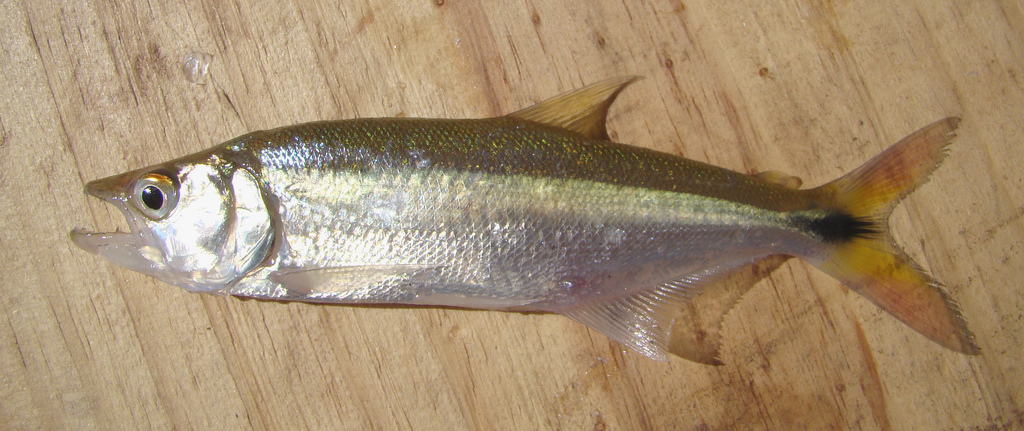
Oligosarcus robustus.

- Oligosarcus acutirostris (Menezes, 1987)
- Oligosarcus amome Almirón, Casciotta, Piálek, Doubnerová & Říčan, 2015[4]
- Oligosarcus argenteus (Günther, 1864)
- Oligosarcus bolivianus (Fowler, 1940)
- Oligosarcus brevioris (Menezes, 1987)
- Oligosarcus hepsetus (G. Cuvier, 1829)
- Oligosarcus itau (Mirande, Aguilera & Azpelicueta, 2011)
- Oligosarcus jacuiensis (Menezes & A. C. Ribeiro, 2010)
- Oligosarcus jenynsii (Günther, 1864)
- Oligosarcus longirostris (Menezes & Géry, 1983)
- Oligosarcus macrolepis (Steindachner, 1877)
- Oligosarcus menezesi (Miquelarena & Protogino, 1996)
- Oligosarcus oligolepis (Steindachner, 1867)
- Oligosarcus paranensis (Menezes & Géry, 1983)
- Oligosarcus perdido (A. C. Ribeiro, Cavallaro & Froehlich, 2007)
- Oligosarcus pintoi (Amaral Campos, 1945)
- Oligosarcus planaltinae (Menezes & Géry, 1983)
- Oligosarcus robustus (Menezes, 1969)
- Oligosarcus schindleri (Menezes & Géry, 1983)
- Oligosarcus solitarius (Menezes, 1987)
- Oligosarcus varii Menezes & Ribeiro, 2015[5]